# Tsaghkadzor
Tsaghkadzor (in armeno Ծաղկաձոր?, in russo Цахкадзор?, Cachkadzor) è una città dell'Armenia di 1 610 abitanti (2009) della provincia di Kotayk'.
È una stazione sciistica rinomata che raccoglie turisti dalla vicina Russia.